# Mangvolsza állomás
Mangvolsza (Mangwolsa) állomás föld feletti metróállomás a szöuli metró 1-es vonalán. Egyúttal a hagyományos Kjongvon (Gyeongwon) vasútvonal állomása is. Nevét egy Silla-kori buddhista templomról kapta.

## Viszonylatok
| 1-es vonal                                     | 1-es vonal                   | 1-es vonal                                                              |
| ---------------------------------------------- | ---------------------------- | ----------------------------------------------------------------------- |
| Hörjong (Hoeryong) Szojoszan (Soyosan) felé    | Kjongvon (Gyeongwon) szakasz | Tobongszan (Dobongsan) Incshon (Incheon) vagy Sincshang (Sinchang) felé |
| Korail                                         |                              |                                                                         |
| Tobongszan (Dobongsan) Jongszan (Yongsan) felé | Kjongvon (Gyeongwon) vonal   | Hörjong (Hoeryong) Pengmagodzsi (Baengmagoji) felé                      |